# Duncan Goodhew
Duncan Goodhew (Reino Unido, 27 de mayo de 1957) es un nadador británico retirado especializado en pruebas de estilo braza, donde consiguió ser campeón olímpico en 1980 en los 100 metros.

## Carrera deportiva
En los Juegos Olímpicos de Moscú 1980 ganó la medalla de oro en los 100 metros estilo braza, con un tiempo de 1:03.34 segundos, por delante del soviético Arsens Miskarovs y del australiano Peter Evans; además en cuanto a las pruebas de equipo, ganó el bronce en los 4 x 100 metros estilos (nadando el largo de braza), con un tiempo de 3:47.71 segundos, tras Australia y la Unión Soviética.